# Terry Healy
Terence (Terry) James Healy (geboren am 1. September 1981 in South Perth) ist ein australischer Politiker. Er gehört der Labor Party (ALP) an und ist seit 2017 Mitglied der Legislativversammlung, dem Unterhaus von Westaustralien.
Im März 2017 kandidierte Healy im südöstlich von Perth gelegenen Wahlkreis Southern River für einen Sitz im westaustralischen Unterhaus. Dabei gelang es ihm, den Mandatsinhaber Peter Abetz von der Liberal Party zu schlagen. Mit ein Grund hierfür war der geänderte Zuschnitt des Wahlkreises, wodurch er liberal geprägte Gebiete von Canning Vale verlor und dafür mehr der Labour Party nahestehende Wählerschaften in Vororten von Gosnells umfasste. Healy hat einen Hochschulabschluss als Lehrer und arbeitete bis zu seinem Einzug in das Parlament an einer Schule in Southern River, einem Stadtteil von Gosnells, wo er auch Mitglied des Gemeinderates war. Aufgrund seines beruflichen Hintergrundes liegt der Schwerpunkt seiner Parlamentsarbeit in der Bildungspolitik. Er lebt mit seiner Frau Catherine und seinen zwei Töchtern in Huntingdale.